# Eduard Alexander Hilverdink

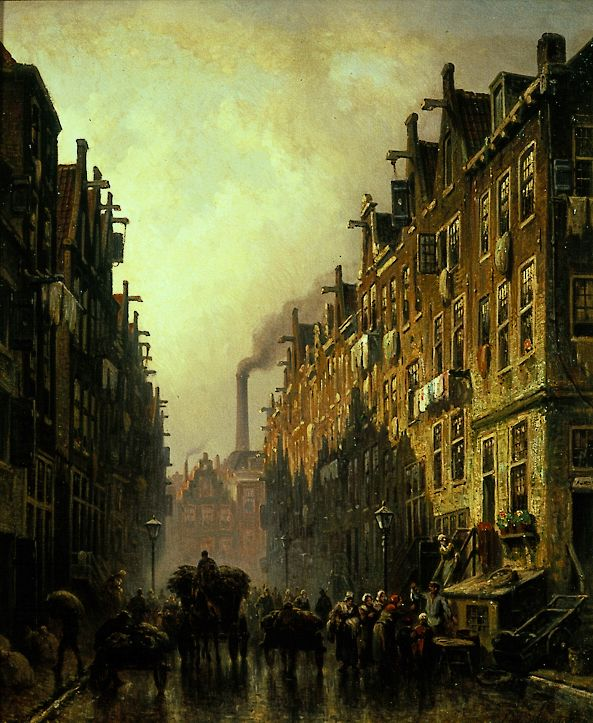
Jodenbuurt in Amsterdam door E. Hilverdink

Eduard Alexander Hilverdink (Amsterdam, 1846 - 1891) was een Nederlandse kunstschilder. 
Hilverdink woonde en werkte in Amsterdam, Hij was een leerling van zijn vader Johannes Hilverdink (1813-1902). 
Hilverdink schilderde, aquarelleerde en tekende vooral stadsgezichten en landschappen. De geaquarelleerde en getekende stadsgezichten zijn meestal realistisch en nauwkeurig, met topografisch correcte voorstellingen van gebouwen en locaties. In olieverf schilderde hij soms in een wat lossere trant. Naast stads- en dorpsgezichten schilderde hij ook riviergezichten en landschappen. Hij woonde en werkte in Amsterdam. Werken van Hilverdink zijn onder andere te vinden in het Rijksmuseum Amsterdam, het Stedelijk Museum Alkmaar, het John Selbach Museum Maaseik en het Amsterdam Museum.
Zijn broer Johannes Jacobus Antonius Hilverdink werkte ook als kunstenaar.
- Biografisch Portaal: 84446198
- RKD-Nederlands Instituut voor Kunstgeschiedenis: 38503
- Union List of Artist Names: 500015528
- Virtual International Authority File: 95776223